# Karl Wody
Karl Wody (* 5. Jänner 1881 in Jetzelsdorf; † 25. Mai 1944 in Wien) war ein österreichischer Politiker (CSP) sowie Müllermeister und Wirtschaftsbesitzer. Er war von 1921 bis 1927 Abgeordneter zum Landtag von Niederösterreich.

## Leben
Wody besuchte nach der Volksschule eine Bürgerschule und übernahm in der Folge den elterlichen Betrieb. Nach dem Verkauf seiner Mühle betrieb er eine Autobuslinie zwischen Wien und Znojmo und war von 1927 bis 1932 Kurator der NÖ Landeshypothekenanstalt.

## Politik
Wody war zwischen 1913 und 1921 Bürgermeister von Jetzelsdorf. Von 1922 bis 1927 war er Obmann der Bezirksbauernkammer. Er vertrat die Christlichsoziale Partei zwischen dem 20. Mai 1919 und dem 20. Mai 1927 im Niederösterreichischen Landtag, wobei er zwischen dem 10. November 1920 und dem 11. Mai 1921 während der Trennungsphase von Wien und Niederösterreich der Kurie Niederösterreich Land angehörte.